# Писанди
Писанди́, настоящее имя Авазмухамма́д Ярмухамма́д огли́ — узбекский поэт и писатель, писавший на узбекском и персидском языках.
Родился в 1816 году в Коканде, в махалле Мулла Башман, в семье ткачей атласа. С детства обучался этому ремеслу. Начальное образование получил у махаллинского муллы, затем в кокандском медресе Ахун-диван. С юности начал интересоваться и увлекаться поэзией. Изучал историю персидской и тюркской поэзии. Стихи писал на узбекском и персидском языках. Также интересовался историей, писал на исторические темы.
Писанди умер в 1918 году, в 102-летнем возрасте, вероятно в Коканде. Является одним из ярких представителей узбекской сатирической поэзии. Был знаком со многими узбекскими и таджикскими поэтами и писателями, бывал во многих городах Средней Азии.